# Travellers Rest Lake
Travellers Rest Lake är en sjö i Australien. Den ligger i delstaten Tasmanien, i den sydöstra delen av landet, omkring 130 kilometer nordväst om delstatshuvudstaden Hobart. Travellers Rest Lake ligger 949 meter över havet. Arean är 2,2 kvadratkilometer. Den sträcker sig 4,4 kilometer i nord-sydlig riktning, och 2,0 kilometer i öst-västlig riktning.
I omgivningarna runt Travellers Rest Lake växer huvudsakligen savannskog. Trakten runt Travellers Rest Lake är nära nog obefolkad, med mindre än två invånare per kvadratkilometer. Genomsnittlig årsnederbörd är 1 478 millimeter. Den regnigaste månaden är september, med i genomsnitt 188 mm nederbörd, och den torraste är februari, med 55 mm nederbörd.